# Festuca afghanica
Festuca afghanica är en gräsart som beskrevs av Norman Loftus Bor. Festuca afghanica ingår i släktet svinglar, och familjen gräs. Inga underarter finns listade i Catalogue of Life.